# Ртутьнатрий
Ртутьнатрий (меркурид натрия) — бинарное неорганическое соединение
натрия и ртути с формулой NaHg,
кристаллы.

## Получение
- Сплавление стехиометрических количеств чистых веществ:

{\displaystyle {\mathsf {Na+Hg\ {\xrightarrow {215^{o}C}}\ NaHg}}}

## Физические свойства
Ртутьнатрий образует кристаллы нескольких модификаций:
- α-NaHg, ромбическая сингония, параметры ячейки a = 0,7184 нм, b = 1,0784 нм, c = 0,5198 нм, Z = 8, структура типа разупорядоченный хлорид цезия CsCl, существует при температуре ниже 165°С;
- β-NaHg, тригональная сингония, параметры ячейки a = 0,5138 нм, α = 59,13°, структура типа разупорядоченный таллийнатрий NaTl, существует в диапазоне температур 165÷176°С;
- γ-NaHg, кубическая сингония, параметры ячейки a = 0,7253 нм, Z = 8, структура типа таллийнатрия NaTl, существует при температуре выше 176°С [1][2][3][4].

Соединение образуется по перитектической реакции при температуре 215 °C .

## Безопасность
Ртутьнатрий, как и все соединения ртути, является весьма ядовитым соединением. Со взрывом реагирует с водой, как и другие интерметаллиды щелочных металлов.